# Grita Götze

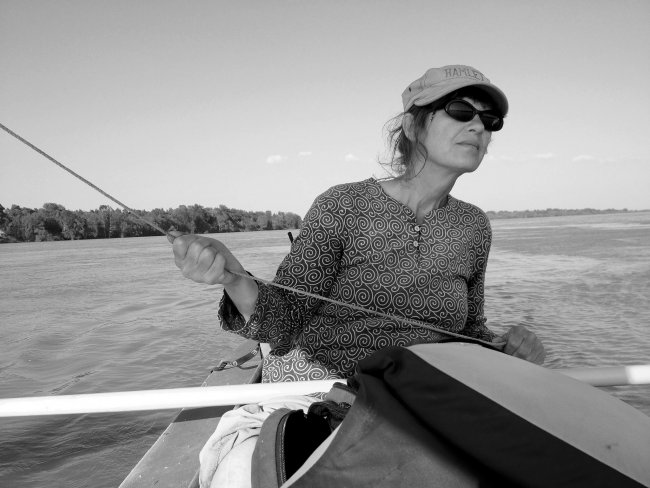
Grita Götze

Grita Götze (* 1959 in Schlema) ist eine deutsche Künstlerin.

## Leben
Grita Götze wurde 1959 in Schlema geboren und wuchs in Halle an der Saale und in Gernrode auf. 1978 bis 1980 absolvierte sie eine Töpferlehre in Bürgel, 1980 bis 1985 erweiterte sie ihre Kenntnisse in einem Keramikstudium an der Hochschule für Industrielle Formgestaltung in Halle auf der Burg Giebichenstein bei Gertraud Möhwald und Heidi Manthey. Seit 1986 arbeitet sie in ihrer eigenen Werkstatt in Halle an der Saale. Sie ist mit dem Maler Moritz Götze verheiratet und hat mit ihm drei Kinder.

## Werk
Grita Götzes hauptsächliche Maltechnik ist die Engobemalerei.  Da sie für die Pinselmalerei nur bedingt geeignet ist, hat Götze verschiedene Techniken entwickelt, um sie für ihre Malerei zu nutzen. Der Vorzug von Engoben ist ihre Stabilität im Brand, im Gegensatz zu Glasuren gibt es keine ungewollten Verläufe und Zufälligkeiten. Ihre Objekte sind Unikate, Naturstudien und Aquarellentwürfe gehen jeder Arbeit voraus.

## Einzelausstellungen (Auswahl)
- 1997: Kunsthalle Luckenwalde, Luckenwalde
- 1998: Keramiek Galerie Groot Welsden, Holland
- 2005: Kunstverein Wernigerode
- 2005: Zeitkunstgalerie, Halle (Saale)
- 2007: Kunstverein Talstrasse, Halle (Saale)
- 2009: Museum August Kestner, Hannover
- 2012: Schloss Rheinsberg
- 2013: Kunstkaten Ahrenshoop
- 2016: Aprilgras, Galerie Rothamel, Erfurt[2]
- 2022: Bamberg, Sammlung Ludwig (Wunderwerke. Malerei auf Keramik von Grita Götze)[3]
- 2023: Magdeburg, Galerie Himmelreich ("Tiefenschärfe"; mit Christine Ebersbach)[4]

## Sammlungen
- Halle: Stiftung Moritzburg Halle (Saale), Kunstmuseum des Landes Sachsen-Anhalt
- Hannover: Museum August Kestner Hannover[5]
- Karlsruhe: Badisches Landesmuseum,
- Leipzig: Grassi-Museum

## Publikationen (Auswahl)
- Grita und Moritz Götze: Lady Hamilton, Katalog zur Ausstellung im Schloss Wörlitz, Halle/Saale: Hasenverlag 2016.
- Rüdiger Giebler (Hrsg.): Grita Götze – Keramik, Nürnberg: Verlag für Moderne Kunst 2006.
- Claudia Kanowski (Hrsg.): Flora, Fauna, Fabelwesen. Malerei auf Keramik. Grita Götze, Heidi Manthey, Sonngard Marcks. Ausstellung im Kunstgewerbemuseum, Schloss Köpenick, 2021, ISBN 978-3-88609-845-3